# Al Green (luchador)
Alfred Dobalo (15 de octubre de 1955 - 14 de junio de 2013), más conocido por su apodo de Al Green, fue un luchador profesional estadounidense que pasó por empresas de lucha libre en América del Norte, Europa y Japón, bajo una variedad de gimmicks como Rage (la mitad del equipo de The Wrecking Crew con Fury), Blade mitad de los master Blasters con Steel (Kevin Nash) y el Dog en la World Championship Wrestling en el cambio de milenio.

## En lucha
- Movimientos finales
  - Diving shoulder block
  - Running powerslam

- Con Fury
  - Wrecking Ball (Overhead gutwrench backbreaker hold (Rage) / Diving elbow drop (Fury) combination)

- Apodos
  - "Big" Al Green[4]
  - "Big Sexy"[4]
  - "The Enforcer"

## Campeonatos y logros
- Catch Wrestling Association
  - CWA World Tag Team Title (1 vez) con Fury

- Championship Wrestling from Florida
  - NWA Florida Tag Team Championship (1 vez) - con The Terminator

- International Wrestling Federation (Versión Florida)
  - IWF Tag Team Championship (1 vez) con Fury

- Pro Wrestling Federation
  - PWF Tag Team Championship (1 vez) con the Terminator

- Windy City Pro Wrestling
  - WCPW Tag Team Championship (1 vez) con Fury

- Otros títulos
  - HVW Heavyweight Championship (1 vez)
  - ICWA Tag Team Championship (1 vez) con The Terminator